# لوران اسپینوزی
لوران اسپینوزی (فرانسوی: Laurent Spinosi‎؛ زادهٔ ۲۰ نوامبر ۱۹۶۹) بازیکن فوتبال بازنشسته اهل فرانسه است که سابقاً در پست دروازه‌بان بازی می‌کرده و درحال حاضر به عنوان مربی دروازه‌بان‌ها فعالیت می‌کند.
وی در دوران بازی خود حد فاصل سال‌های ۱۹۹۴ تا ۲۰۰۰ عضو باشگاه فوتبال المپیک مارسی بوده و ۵ بازی نیز برای این تیم به میدان رفته‌است.
در سال ۲۰۱۹ و با انتخاب مارک ویلموتس به عنوان سرمربی تیم ملی فوتبال ایران وی نیز به عنوان مربی دروازه‌بان‌ها به کادر فنی ویلموتس اضافه شد.